# Przeciwogniwo
Przeciwogniwo – rodzaj ogniwa chemicznego, którego zadaniem nie jest wytwarzanie prądu, a tylko powodowanie spadku napięcia przy przepływie prądu.
Przeciwogniwa stosowano w układach zasilania dających stałe napięcie. Włączano je szeregowo ze źródłem prądu, które dawało napięcie wyższe, niż potrzebne do zasilania urządzenia. Kiedy napięcie źródła spadało, zwierano taką liczbę przeciwogniw, aby uzyskać wymagane napięcie zasilania. Istotnymi parametrami przeciwogniwa były: dobra stabilność spadku napięcia, małe nagrzewanie się (np. przeciwogniwo przewidziane na prąd 100 A nagrzewało się przy takim prądzie o około 30 °C), oraz brak magazynowania energii elektrycznej (ze względu na zwieranie).
Budowa typowego przeciwogniwa: dwie elektrody (zwykle płyty niklowe, albo stalowe poniklowane) zanurzone w elektrolicie (zwykle roztworze wodorotlenku potasu); dla ochrony elektrolitu przed dwutlenkiem węgla zawartym w powietrzu (co powodowało wzrost oporności elektrolitu) na powierzchnię nalewano warstwę oleju mineralnego. Wykonywano również przeciwogniwa kwasowe, z płyt ołowianych zanurzonych w kwasie siarkowym, jednak takie przeciwogniwa zachowywały się jak akumulatory, dając przy zwieraniu duży prąd elektryczny i wydzielając dużo ciepła.
Przy przepływie prądu woda zawarta w elektrolicie rozkładała się na wodór i tlen – trzeba było ją uzupełniać. Spadek napięcia na takim przeciwogniwie wynosił 1,7-2,1 V (wartość SEM – przy maksymalnym obciążeniu spadek napięcia dochodził do 2,5 V).
Prawdopodobnie około 1960 roku zaprzestano stosowania przeciwogniw w nowych konstrukcjach.